# Serixia botelensis
Serixia botelensis är en skalbaggsart som beskrevs av Tadao Kano 1933. Serixia botelensis ingår i släktet Serixia och familjen långhorningar. Inga underarter finns listade i Catalogue of Life.